# Boraner
Die Boraner (lateinisch Borani bzw. griechisch Βορανοί [Boranoi]) waren ein Stamm unbekannter Herkunft, der um die Mitte des 3. Jahrhunderts n. Chr. in Erscheinung trat.
Die Boraner werden in antiken Quellen infolge der Ereignisse der Reichskrise des 3. Jahrhunderts erwähnt und scheinen an der Nordküste des Schwarzen Meeres gesiedelt zu haben. Sie waren wahrscheinlich keine Germanen, sondern ein sarmatischer Stamm. In den 50er Jahren des 3. Jahrhunderts werden sie das erste Mal erwähnt, als sie mit Schiffen Plünderungszüge an die Südküste des Schwarzen Meeres unternahmen. Die Schiffe wurden von den griechischen Städten des Bosporanischen Reiches gestellt, die sich aufgrund des Abzugs römischer Truppen und der Bedrängung durch die verschiedenen umgebenden Stämme anscheinend gezwungen sahen zu kooperieren. 
Ein erster Angriff auf das römische Pityus 254/55 (die Datierung ist umstritten) scheiterte noch. Bei einem zweiten Angriff 256/57 hatten die Boraner mehr Erfolg, nachdem bei diesem Zug ein Angriff auf Phasis zunächst fehlgeschlagen war. Am zweiten Zug der Boraner beteiligten sich auch die ebenfalls an der nördlichen Schwarzmeerküste siedelnden Goten. Sogar Trapezunt konnte von den Skythai („Skythen“), wie die Angreifer in den griechischen Quellen aufgrund klassischer ethnographischer Vorstellungen zusammenfassend genannt wurden, eingenommen und geplündert werden. Die Römer waren von dem plötzlichen Erscheinen der Angreifer, denen es vor allem um Beute ging, offenbar vollkommen überrascht. Mitte der 60er Jahre des 3. Jahrhunderts kam es zu einem erneuten Plünderungszug „skythischer Seeräuber“ an der nördlichen Küste Kleinasiens, wobei auch die Stadt Herakleia Pontike erobert wurde. Wahrscheinlich waren die Boraner auch an diesem Zug beteiligt, doch werden sie nicht mehr in den Quellen erwähnt. Ihre weitere Geschichte ist unbekannt.